# Рим — открытый город
«Рим — открытый город» (итал. Roma, città aperta, 1945) — кинофильм режиссёра Роберто Росселлини, который считается эталоном и отправной точкой в развитии итальянского неореализма.

## Сюжет
Действие фильма происходит в 1944 году в Риме. Гестапо охотится за инженером Джорджо Манфреди, одним из руководителей антифашистского сопротивления, коммунистом. Он находит приют в квартире своего друга Франческо и его невесты Пины. Ему также помогает священник дон Пьетро, который должен на следующий день обвенчать Франческо и Пину, тем более что она уже беременна.
Ночью дети взрывают неподалёку цистерну с бензином. На следующий день дом оцепляют немецкие войска, начинают обыск квартир и хватают Франческо. Пина в отчаянии бежит за машиной с арестованными, и её расстреливают.
Позже на автоколонну нападают участники Сопротивления и освобождают арестованных. Джорджо и Франческо прячутся на квартире Марины, любовницы Джорджо. После очередной ссоры та выдаёт их немцам, которые на следующий день арестовывают Джорджо, дона Пьетро и австрийца-дезертира. Последний вешается в камере, а гестаповцы пытают Джорджо на глазах у дона Пьетро, который молится за своего друга. От пыток Джорджо умирает, так никого и не выдав. На следующее утро дона Пьетро расстреливают на глазах у детей, которых он воспитывал.

## В ролях
- Вито Анникьярико — Марчелло, сын Пины
- Нандо Бруно — Агостино, пономарь
- Альдо Фабрици — дон Пьетро Пеллегрини, священник
- Харри Файст — майор Бергман
- Франческо Гранжаке — Франческо
- Анна Маньяни — Пина
- Мария Мичи — Марина Мари
- Марчелло Пальеро — Джорджо Манфреди / Луиджи Феррарис
- Эдуардо Пассарелли — сержант-участковый
- Карла Ровере — Лауретта
- Карло Синдичи — комиссар полиции
- Акош Толнаи — австриец-дезертир
- Йоп ван Хюльзен — капитан Хартман

## Работа над фильмом
Роберто Росселлини, Федерико Феллини и Серджо Амидеи начали работать над сценарием во время немецкой оккупации Италии. Однако Феллини в своих воспоминаниях утверждает, что Росселлини предложил ему «участвовать в написании сценария для фильма, который впоследствии получил название „Рим — открытый город“» уже после того, как Рим был оккупирован американцами.
В качестве немцев в фильме использовались пленные немецкие солдаты. Все зверства в фильме приписываются именно немцам. Это было обусловлено политикой национального примирения, которая была актуальна в Италии во время съёмок фильма. Во время съёмок сцены ареста Джорджо и Дона Пьетро испуг на лице священника был настоящим: человек с револьвером из подъехавшего такси пытался помешать «аресту». Альдо Фабрици кричал: «Не стреляйте!» Жан Ренуар, которого часто называют одним из предшественников неореализма (в частности за фильм «Тони»), писал, что одним из главных отличий его фильмов от работ итальянских мастеров, является то, что он придавал большое значение подлинности звука. По его словам, «абсолютно искусственный звук в фильме „Рим — открытый город“ выступает всего лишь своего рода аккомпанементом к одному из самых грандиозных творений в истории кино». 

## Резонанс
Ознакомившись с фильмом, прокатчик отказался от контракта по распространению фильма, заявив, что просмотренное нельзя назвать фильмом. Однако за рубежом новаторство Росселлини было «распробовано» и оценено по достоинству. Фильм имел большой резонанс по всему миру, положив начало моде на неореализм и сделав Анну Маньяни звездой первой величины. Лента была отмечена рядом престижных наград:
- 1946 — Гран-При Каннского кинофестиваля.
- 1946 — премии «Серебряная лента» за лучший фильм и лучшую женскую роль второго плана (Анна Маньяни).
- 1946 — премии Национального совета кинокритиков США за лучший иностранный фильм и лучшую женскую роль (Анна Маньяни), а также попадание в десятку лучших фильмов года.
- 1946 — премия Нью-Йоркского общества кинокритиков за лучший иностранный фильм.
- 1947 — номинация на премию «Оскар» за лучший сценарий (Серджо Амидеи, Федерико Феллини).